# براين دابيول
براين دابيول (بالإسبانية: Brian Dabul)‏ مواليد 24 فبراير 1984 في بوينس آيرس، الأرجنتين، هو لاعب كرة مضرب أرجنتيني يلعب باليد اليسرى بدأ مسيرته كمحترف عام 2001.

## روابط خارجية
- براين دابيول على موقع رابطة محترفي التنس (الإنجليزية)
- براين دابيول على موقع الاتحاد الدولي لكرة المضرب (الإنجليزية)
- براين دابيول على موقع خلاصة التنس.كوم (الإنجليزية)
- براين دابيول على موقع إي إس بي إن.كوم (الإنجليزية)